# جامع‌لی (یورغیر)
جامع‌لی (به ترکی استانبولی: Camili) یک منطقهٔ مسکونی در ترکیه است که در یورغیر واقع شده‌است.